# Малі Тувани (Шумерлинський район)
Малі Тува́ни (рос. Малые Туваны, чув. Кĕçĕн Тăван) — присілок у складі Шумерлинського району Чувашії, Росія. Входить до складу Туванського сільського поселення.
Населення — 214 осіб (2010; 281 у 2002).
Національний склад:
- чуваші — 100 %